# Indonesisch-Surinaamse betrekkingen
Indonesisch-Surinaamse betrekkingen verwijzen naar de huidige en historische betrekkingen tussen Indonesië en Suriname. 

## Geschiedenis
De historische banden tussen Indonesië en Suriname gaan terug tot 1890 toen de migratie van Indonesiërs (vooral Javanen) naar Suriname opkwam. Vanuit Nederlands-Indië reisden in deze tijd grote aantallen Javanen naar Suriname om de arbeidskrapte op te vangen op de plantages en in de landbouw. Begin 21e eeuw zijn ongeveer 70.000 Surinamers van Javaanse afkomst.

## Gedeeltelijke opheffing visumplicht
Suriname schafte de visumplicht voor Indonesiërs af in 2011. Indonesië versoepelde de regels eind 2024, door Surinamers voor een maximale periode van 30 dagen zonder visum in Indonesië toe te laten.

## Diplomatieke banden
Sinds 1964 was er een Indonesisch consulaat-generaal aanwezig in Paramaribo. De Indonesische regering gaf te kennen het consulaat direct bij de Surinaamse onafhankelijkheid te zullen verheffen tot Indonesische ambassade, hetgeen ook in de praktijk gebeurde. De ambassade van Suriname werd in 2002 geopend.

## Economie en handel
Indonesië ziet Suriname als een strategische partner in de regio, als poort en handelsknooppunt om de Latijns-Amerikaanse markt te betreden. Het volume van de handel tussen beide landen was in 2012 bijna 9 miljoen USD, met voor Suriname een import van 7,1 miljoen dollar en export van 1,8 miljoen. Indonesië verkoopt textiel, meubels, kleding, huishoudelijke apparatuur, plastic apparatuur, schoenen, kookingrediënten en muziekinstrumenten aan Suriname.

## Culturele uitwisseling
Indonesië en Suriname hebben een gemeenschappelijke Javaanse cultuur. President Soeharto opende in 1995 het Javaanse culturele centrum Sana Budaya tijdens diens bezoek aan Suriname. Het centrum werd opgericht met financiële hulp van Indonesië. De stadsgemeente Yogyakarta en het district Commewijne ondertekenden op 4 april 2011 een overeenkomst als partnerregio's.
In januari 2022 kondigde Indonesië de financiering met 100.000 USD aan van drie projecten in Suriname die bijdragen om het cultureel erfgoed van Javaanse Surinamers uit te dragen. Hiervoor zal op een ambachts-, kunst- en culinaire markt worden opgezet op Mariënburg, de plantage waar eind 19e eeuw de eerste Javanen in Suriname kwamen te wonen, een documentatiecentrum worden opgezet op het complex van Sana Budaya en een boek over 130 jaar Javaanse immigratie worden gepubliceerd.

## Staatsbezoeken
Presidentieel bezoek van Indonesië aan Suriname
- President Soeharto (1995)[7]

## Diplomatieke missies
- Ambassade van Indonesië in Suriname
- Ambassade van Suriname in Indonesië